# Karen Morley
Karen Morley (Ottumwa, 12 december 1909 – Los Angeles, 8 maart 2003) was de artiestennaam van Mildred Linton, een Amerikaans actrice.
Morley werd als kind geadopteerd door een familie, die gedurende de jaren 20 verhuisde naar Californië. Ze bezocht de Hollywood High School en studeerde vervolgens medicijnen aan de Universiteit van Californië - Los Angeles. Ze verkoos het theater echter boven medicijnen en stopte met haar studie. In het theater werd ze ontdekt door regisseur Clarence Brown, die haar naast Greta Garbo inzette in Inspiration (1931). Ze kreeg een contract bij Metro-Goldwyn-Mayer en verscheen in verscheidene films.
In 1934 verliet Morley de studio en bouwde een eigen carrière op. In 1932 trouwde ze met regisseur Charles Vidor en kreeg een zoon met hem, Michael. Ze maakte echter regelmatig gebruik van hem ten gunste van haar carrière. Toen het publiek hier lucht van kreeg, keerde ze haar de rug toe. In 1943 scheidde ze van Vidor om te trouwen met acteur Lloyd Gough. Er werd vermoed dat ze lid was van de Communistische Partij van de Verenigde Staten en in 1947 werd ze naar de HUAC geroepen. Ze weigerde vragen te beantwoorden en kwam daardoor terecht op de zwarte lijst van Hollywood.
Het lukte Morley niet meer aan de bak te komen, maar ze bleef wel actief in de politiek. In 1954 stelde ze zich kandidaat als luitenant-gouverneur van New York voor de American Labor Party, maar ze had geen succes. In 2003 leek ze een comeback te maken, toen haar een rol werd aangeboden in Duplex. Ze overleed echter aan een longontsteking, op 93-jarige leeftijd.

## Filmografie
- Bibsys: 9032546
- Biblioteca Nacional de España: XX4614330
- Bibliothèque nationale de France: cb142088126 (data)
- Gemeinsame Normdatei: 1162341513
- International Standard Name Identifier: 0000 0001 1588 3502
- Library of Congress Control Number: n85151616
- Nationale Bibliotheek van Israël: 987007454972305171
- Système universitaire de documentation: 081947356
- Virtual International Authority File: 5143221
- WorldCat: E39PBJqBw8jXcg879k3MFyTbVC